# 청송 대전사 신중도
청송 대전사 신중도는 대한민국 경상북도 청송군 부동면 청송사에 있는 신중도이다. 2019년 8월 26일 경상북도의 유형문화재 제539호로 지정되었다.

## 지정 사유
이 불화는 경상도 사불산화파(四佛山畵派)의 대표적 화승(畵僧)인 신겸(愼謙, 1790∼1830년경 활동)이 관여하여 조성한 것으로 추정되는 신중도이다. 다섯 폭의 비단을 잇대어 하나의 화폭을 이루고 있는 채색 불화이며, 전반적인 보존 상태는 양호한 편이다.
화면 구성이나 도상 배치, 인물 표현 등 신겸의 독자적인 화풍이 돋보이는 불화로서 학술적 가치가 크다고 판단되므로 유형문화재로 지정한다.

## 참고 문헌
- 청송 대전사 신중도 - 국가유산청 국가유산포털